# Championnats du monde de course en montagne 2009
Navigation
2008 2010
Les Championnats du monde de course en montagne 2009 sont une compétition de course en montagne qui s'est déroulée le 6 septembre 2009 à Madesimo - Campodolcino en Lombardie en Italie. Il s'agit de la vingt-cinquième édition de l'épreuve.

## Résultats
La course féminine junior a lieu sur un parcours de 4,3 km et 275 m de dénivelé. La Turque Yasemin Can s'empare d'emblée des commandes de la course, suivie par ses coéquipières. Alors que Yasemin fonce en tête pour décrocher le titre, ses compatriotes faiblissent et se font doubler par l'Américaine Megan Morgan et la Polonaise Angelika Mach qui s'adjugent les deux autres marches du podium,.
Le parcours de la course masculine junior mesure 8,8 km pour 550 m de dénivelé. Luttant en début de course face aux Turques Muzaffer Bayram et Alper Demir, l'Italien Xavier Chevrier accélére à mi-parcours et se détache en tête. Il s'impose aisément avec près d'une minute d'avance sur ses poursuivants qui complètent le podium,.
L'épreuve féminine senior se déroule sur le même tracé que celui des juniors masculins. L'Italienne Valentina Belotti ravit son public en prenant les commandes de la course durant le premier tour devant les Britanniques Sarah Tunstall et Katie Ingram. Elle est rejointe par sa compatriote Elisa Desco qui la double dans le deuxième tour. Leur coéquipière Maria Grazia Roberti effectue une excellente remontée en deuxième partie de course et parvient à terminer sur la troisième marche du podium. Elisa s'impose devant Valentina, décrochant ainsi un podium 100 % italien à domicile. L'Italie remporte le classement par équipes devant la Grande-Bretagne et les États-Unis,,.
La course masculine senior se déroule sur un parcours de 13,2 km et 825 m de dénivelé. Absents en 2008, les Érythréens font leur retour sur le devant de la scène. Azerya Teklay prend le premier les commandes de la course, suivi par son coéquipier Zemichael Tesfamichael. Derrière eux suivent le Rwandais Jean Baptiste Simukeka et Marco De Gasperi menant son équipe. Le champion junior 2007 Geofrey Kusuro sonne la charge dans le deuxième tour et entraîne avec lui son compatriote James Kibet. Les deux Ougandais se retrouvent alors à la lutte en tête avec les Érythréens. Geofrey parvient à prendre la tête et se détache pour aller remporter le titre avec près d'une minute d'avance sur Azerya. Il devient ainsi le premier athlète africain champion du monde de course en montagne. James Kibet termine sur la troisième marche du podium. Au classement par équipes, l'Érythrée s'impose devant l'Italie et la Turquie,,.
La championne Elisa Desco est testée positive à l'EPO lors d'un contrôle antidopage. Elle est disqualifiée. Sa compatriote Valentina Belotti hérite donc du titre de championne du monde et la Grande-Bretagne devient championne par équipe devant l'Italie au classement féminin par équipes.

### Seniors

#### Courses individuelles
| Rang               | Athlète                | Pays     | Temps       |
| ------------------ | ---------------------- | -------- | ----------- |
| Médaille d'or      | Geofrey Kusuro         | Ouganda  | 54 min 51 s |
| Médaille d'argent  | Azerya Teklay          | Érythrée | 55 min 45 s |
| Médaille de bronze | James Kibet            | Ouganda  | 55 min 54 s |
| 4                  | Bernard Dematteis      | Italie   | 56 min 2 s  |
| 5                  | Zemichael Tesfamichael | Érythrée | 56 min 8 s  |
| 6                  | Jean Baptiste Simukeka | Rwanda   | 56 min 17 s |
| 7                  | Debesay Tsige Behlbi   | Érythrée | 56 min 20 s |
| 8                  | Marco De Gasperi       | Italie   | 56 min 20 s |

| Rang               | Athlète              | Pays               | Temps       |
| ------------------ | -------------------- | ------------------ | ----------- |
| DQ                 | Elisa Desco          | Italie             | 43 min 39 s |
| Médaille d'or      | Valentina Belotti    | Italie             | 44 min 3 s  |
| Médaille d'argent  | Maria Grazia Roberti | Italie             | 44 min 23 s |
| Médaille de bronze | Sarah Tunstall       | Royaume-Uni        | 44 min 48 s |
| 4                  | Hülya Baştuğ         | Turquie            | 44 min 57 s |
| 5                  | Anna Pichrtová       | République tchèque | 44 min 59 s |
| 6                  | Katie Ingram         | Royaume-Uni        | 46 min 2 s  |
| 7                  | Janna Vokouïeva      | Russie             | 45 min 21 s |
| 8                  | Mateja Kosovelj      | Slovénie           | 45 min 23 s |

#### Courses par équipes
| Rang               | Pays | Points |
| ------------------ | --- | ------ |
| Médaille d'or      | Érythrée Azerya Teklay (2e) Zemichael Tesfamichael (5e) Debesay Tsige Behlbi (7e) Teklya Kesete Abraha (11e) Abraham Kidane (12e)       | 25     |
| Médaille d'argent  | Italie Bernard Dematteis (4e) Marco De Gasperi (8e) Martin Dematteis (9e) Emanuele Manzi (18e) Gabriele Abate (22e) Marco Gaiardo (29e) | 39     |
| Médaille de bronze | Turquie Ahmet Arslan (10e) Mehmet Çağlayan (17e) Selahattin Selçuk (20e) Erkan Kuş (28e) Ihsan Gani (78e)                               | 75     |

| Rang               | Pays                                                                                             | Points |
| ------------------ | ------------------------------------------------------------------------------------------------ | ------ |
| Médaille d'or      | Royaume-Uni Sarah Tunstall (3e) Katie Ingram (6e) Kate Goodhead (10e) Mary Wilkinson (13e)       | 19     |
| Médaille d'argent  | Italie Valentina Belotti (1re) Maria Grazia Roberti (2e) Cristina Scolari (21e) Elisa Desco (DQ) | 24     |
| Médaille de bronze | États-Unis Brandy Erholtz (9e) Christine Lundy (12e) Megan Kimmel (14e) Megan Lund (16e)         | 35     |

### Juniors

#### Courses individuelles
| Rang               | Athlète         | Pays    | Temps       |
| ------------------ | --------------- | ------- | ----------- |
| Médaille d'or      | Xavier Chevrier | Italie  | 38 min 26 s |
| Médaille d'argent  | Muzaffer Bayram | Turquie | 39 min 22 s |
| Médaille de bronze | Alper Demir     | Turquie | 39 min 32 s |

| Rang               | Athlète       | Pays       | Temps       |
| ------------------ | ------------- | ---------- | ----------- |
| Médaille d'or      | Yasemin Can   | Turquie    | 22 min 18 s |
| Médaille d'argent  | Megan Morgan  | États-Unis | 22 min 35 s |
| Médaille de bronze | Angelika Mach | Pologne    | 22 min 56 s |

#### Courses par équipes
| Rang               | Pays                                                                                               | Points |
| ------------------ | -------------------------------------------------------------------------------------------------- | ------ |
| Médaille d'or      | Turquie Muzaffer Bayram (2e) Alper Demir (3e) Nuri Kömür (9e) Aykut Taşdemir (14e)                 | 14     |
| Médaille d'argent  | Italie Xavier Chevrier (1er) Luca Cagnati (5e) Kelemu Crippa (10e) Marco Leoni (11e)               | 16     |
| Médaille de bronze | Royaume-Uni Alexander Hendry (15e) Robbie Simpson (18e) Scott McDonald (19e) Ricky Challinor (27e) | 52     |

| Rang               | Pays                                                                        | Points |
| ------------------ | --------------------------------------------------------------------------- | ------ |
| Médaille d'or      | Turquie Yasemin Can (1re) Zeynep Yok (4e) Özlem Kaya (5e)                   | 5      |
| Médaille d'argent  | Roumanie Raluca Morjan (6e) Andra Loredana Ologu (7e) Cristina Tatacu (24e) | 13     |
| Médaille de bronze | Pologne Angelika Mach (3e) Katarzyna Dulak (17e) Natalia Wacławska (21e)    | 20     |